# Palanka (Brčko)
Pour les articles homonymes, voir Palanka.
Palanka (en serbe cyrillique : Паланка) est un village de Bosnie-Herzégovine. Il est situé dans le district de Brčko. Selon les premiers résultats du recensement de 2013, il compte 1 725 habitants.

## Géographie
Le village est situé au bord de la rivière Brka, un affluent droit de la Save.

## Démographie

### Évolution historique de la population dans la localité
| 1948 | 1953 | 1961  | 1971  | 1981  | 1991  | 2013  |
| ---- | ---- | ----- | ----- | ----- | ----- | ----- |
| -    | -    | 1 174 | 1 315 | 1 415 | 1 394 | 1 725 |

|  |